# Xavier Bouche
Pour les articles homonymes, voir Bouche.
Xavier Bouche, né le 15 novembre 1967, est un pilote  de rallyes belge.

## Biographie
Il a débuté en course automobile en 1989, à 22 ans.

## Palmarès
Champion de Belgique des Rallyes 2005

## Victoires
- Boucles de l'Ourthe:1990 (Deneyer sur Peugeot 205 GTI)
- Rallye Police - Gendarmerie: 2003 (Jamaigne sur Mitsubishi Lancer Evo VII)
- Sezoens Rallye: 2005 (Lecomte H. sur Mitsubishi Lancer Evo VIII)
- Rallye de la Famenne: 2005 (Melin Fabian sur Ford Focus WRC 01)
- Rallye de Luxembourg: 2005 (copilote Johny Blom, sur  Ford Focus WRC 01)
- Rallye des Ardennes: 2006 (Delmelle Jean-Pierre sur Subaru Impreza S55)
- Rallye des Ardennes: 2007 (Stéphane Prévot sur Subaru Impreza S55)
- Rallye d'Aywaille: 2008.(Saint-Georges Benoit sur Subaru Impreza S5 99)
- Rallye Sprint de Marcin: 2015 (Fernandez Kevin sur Mitsubishi Evo X)
- Rallye des Ardennes: 2016 (Fernandez Kevin sur Fabia R5)